# Campeonato Mundial Junior de Atletismo de 2014
El XV Campeonato Mundial Junior de Atletismo  se celebró del 22 al 27 de julio de 2014 en la ciudad de Eugene, Oregón, Estados Unidos. La sede del evento fue el Hayward Field.
Participaron 1540 atletas, 829 en categoría masculina y 711 en categoría femenina, pertenecientes a 167 federaciones nacionales.

## Resultados

### Masculino
| Evento                                      | Oro                                                                                | Plata                                                                | Bronce                                                                     |
| ------------------------------------------- | ---------------------------------------------------------------------------------- | -------------------------------------------------------------------- | -------------------------------------------------------------------------- |
| 100 m (23 de julio)                         | Kendall Williams Estados Unidos 10,21                                              | Trayvon Bromell Estados Unidos 10,28                                 | Yoshihide Kiryu Japón 10,34                                                |
| 200 m (25 de julio)                         | Trentavis Friday Estados Unidos 20,04                                              | Ejowvokoghene Oduduru Nigeria 20,25                                  | Michael O'Hara Jamaica 20,31                                               |
| 400 m (24 de julio)                         | Machel Cedenio Trinidad y Tobago 45,13                                             | Nobuya Kato Japón 46,17                                              | Abbas Abubakar Abbas Baréin 46,20                                          |
| 800 m (27 de julio)                         | Alfred Kipketer Kenia 1:43,95                                                      | Joshua Masikonde Kenia 1:45,14                                       | Andreas Almgren · Suecia · 1:45,65                                         |
| 1500 m (24 de julio)                        | Jonathan Sawe Kenia 3:40,02                                                        | Abdi Mouhyadin Yibuti 3:41,38                                        | Hillary Ngetich Kenia 3:41,61                                              |
| 5000 m (25 de julio)                        | Yomif Kejelcha Etiopía 13:25,19                                                    | Yasin Haji Etiopía 13:26,21                                          | Moses Letoyie Kenia 13:28,11                                               |
| 10000 m (22 de julio)                       | Joshua Cheptegei Uganda 28:32,86                                                   | Elvis Cheboi Kenia 28:35,20                                          | Nicholas Kosimbei Kenia 28:38,68                                           |
| 3000 m obstáculos (27 de julio)             | Barnabas Kipyego Kenia 8:25,57                                                     | Titus Kibiego Kenia 8:26,15                                          | Evans Chematot Brunéi 8:32,61                                              |
| 110 m vallas, 99 cm (24 de julio)           | Wilhem Belocian Francia 12,99 (RMJ)                                                | Tyler Mason Jamaica 13,06                                            | David Omoregie Reino Unido 13,35                                           |
| 400 m vallas (25 de julio)                  | Jaheel Hyde Jamaica 49,29                                                          | Ali Khamis Khamis Brunéi 49,55                                       | Tim Holmes Estados Unidos 50,07                                            |
| Salto de altura (25 de julio)               | Mikhail Akimenko · Rusia · 2,24                                                    | Dzmitry Nabokau · Bielorrusia · 2,24                                 | Sanghyeok Woo Corea del Sur 2,24                                           |
| Salto con pértiga (26 de julio)             | Axel Chapelle Francia 5,55                                                         | Daniil Kotov · Rusia · 5,50                                          | Oleg Zernikel · Alemania · 5,50                                            |
| Salto de longitud (24 de julio)             | Jianan Wang China 8,08                                                             | Qing Lin China 7,94                                                  | Shotaro Shiroyama Japón 7,83                                               |
| Triple salto (27 de julio)                  | Lázaro Martínez Santrayll · Cuba · 17,13 (RC)                                      | Max Hess · Alemania · 16,55                                          | Mateus de Sá · Brasil · 16,47                                              |
| Lanzamiento de peso, 6 kg (24 de julio)     | Konrad Bukowiecki · Polonia · 22,06                                                | Denzel Comenentia · Países Bajos · 20,17                             | Braheme Days Estados Unidos 20,01                                          |
| Lanzamiento de disco, 1750 kg (26 de julio) | Martin Marković · Croacia · 66,94                                                  | Henning Prüfer Francia 64,18                                         | Sven Martin Skagestad · Noruega · 63,21                                    |
| Lanzamiento de martillo, 6 kg (25 de julio) | Ashraf Elseify Catar 84,71                                                         | Bence Pásztor · Hungría · 79,99                                      | Ilya Terentyev · Rusia · 76,31                                             |
| Lanzamiento de jabalina (27 de julio)       | Gatis Cakšs Letonia 74,04                                                          | Matija Muhar Eslovenia 72,97                                         | Andrian Margare Moldavia 72,81                                             |
| Decatlón júnior (22 - 23 de julio)          | Jirí Sýkora · República Checa · 8135 pts. (RC)                                     | Cedric Dubler Australia 8094 pts.                                    | Tim Nowak · Alemania · 7980 pts.                                           |
| 10000 m Marcha (25 de julio)                | Daisuke Matsunaga Japón 39:27,19 (RC)                                              | Diego García Carrera · España · 39:51,59                             | Paolo Yurivilca · Perú · 40:02,07                                          |
| 4 x 100 m (26 de julio)                     | Estados Unidos Jalen Miller Trayvon Bromell Kendal Williams Trentavis Friday 38,70 | Japón Takuya Kawakami Yoshihide Kiryu Yuki Koike Masaharu Mori 39,02 | Jamaica Raheem Robinson Michael O'Hara Edward Clarke Jevaughn Minzie 39,12 |
| 4 x 400 m (27 de julio)                     | Estados Unidos Josephus Lyles Tyler Brown Ricky Morgan Michael Cherry 3:03,31      | Japón Julian Walsh Kaisei Yui Takamasa Kitagawa Nobuya Kato 3:04,11  | Jamaica Twayne Crooks Martin Manley Nathon Allen Jaheel Hyde 3:04,47       |

RMJ: Récord mundial en categoría júnior.

RC: Récord de campeonato.

### Femenino
| Evento                                      | Oro                                                                                | Plata                                                                           | Bronce                                                                                    |
| ------------------------------------------- | ---------------------------------------------------------------------------------- | ------------------------------------------------------------------------------- | ----------------------------------------------------------------------------------------- |
| 100 m (23 de julio)                         | Dina Asher-Smith Reino Unido 11,23                                                 | Ángela Tenorio · Ecuador · 11,39                                                | Kaylin Whitney Estados Unidos 11,45                                                       |
| 200 m (25 de julio)                         | Kaylin Whitney Estados Unidos 22,82                                                | Iréne Ekelund · Suecia · 22,97                                                  | Ángela Tenorio · Ecuador · 23,15                                                          |
| 400 m (25 de julio)                         | Kendall Baisden Estados Unidos 51,85                                               | Gilda Casanova · Cuba · 52,59                                                   | Olivia Baker Estados Unidos 53,00                                                         |
| 800 m (24 de julio)                         | Margaret Nyairera Wambui Kenia 2:00,49                                             | Sahily Diago · Cuba · 2:02,11                                                   | Georgia Wassall Australia 2:02,71                                                         |
| 1500 m (27 de julio)                        | Dawit Seyaum Etiopía 4:09,86                                                       | Gudaf Tsegay Etiopía 4:10,83                                                    | Sheila Keter Kenia 4:11,21                                                                |
| 3000 m (24 de julio)                        | Mary Cain Estados Unidos 8:58,48                                                   | Lilian Rengeruk Kenia 9:00,53                                                   | Valentina Mateiko Kenia 9:00,79                                                           |
| 5000 m (23 de julio)                        | Alemitu Heroye Etiopía 15:10,08                                                    | Alemitu Hawi Etiopía 15:10,46                                                   | Agnes Tirop Kenia 15:43,12                                                                |
| 3000 m obstáculos (26 de julio)             | Ruth Jebel Brunéi 9:36,74                                                          | Rosefline Chepngetich Kenia 9:40,28                                             | Daisy Jepkemei Kenia 9:47,65                                                              |
| 100 m vallas, 99 cm (27 de julio)           | Kendell Williams Estados Unidos 12,89 (RC)                                         | Dior Hall Estados Unidos 12,92                                                  | Nadine Visser · Países Bajos · 12,99                                                      |
| 400 m vallas (26 de julio)                  | Shamier Little Estados Unidos 55,66                                                | Shona Richards Reino Unido 56,16                                                | Jade Miller Estados Unidos 56,22                                                          |
| Salto de altura (27 de julio)               | Morgan Lake Reino Unido 1,93                                                       | Michaela Hrubá · República Checa · 1,91                                         | Irina Ilieva · Rusia · 1,88                                                               |
| Salto con pértiga (24 de julio)             | Alena Lutkovskaya · Rusia · 4,50 (RC)                                              | Desiree Freier Estados Unidos 4,45                                              | Eliza McCartney Nueva Zelanda 4,45                                                        |
| Salto de longitud (23 de julio)             | Akela Jones Barbados 6,34                                                          | Nadia Apkana Assa · Noruega · 6,31                                              | Maryse Luzolo · Alemania · 6,24                                                           |
| Triple salto (26 de julio)                  | Rouguy Diallo Francia 14,44                                                        | Liadagmis Povea · Cuba · 14,07                                                  | Xiaohong Li China 14,03                                                                   |
| Lanzamiento de peso, 6 kg (25 de julio)     | Tianqian Guo China 17,21                                                           | Raven Saunders Estados Unidos 16,63                                             | Emel Dereli Turquía 16,55                                                                 |
| Lanzamiento de disco, 1750 kg (25 de julio) | Izabela da Silva · Brasil · 58,03                                                  | Valarie Allman Estados Unidos 56,75                                             | Navjeet Kaur Dhillon India 56,36                                                          |
| Lanzamiento de martillo, 6 kg (23 de julio) | Al'ona Shamotina · Ucrania · 66,05                                                 | Réka Gyurátz · Hungría · 64,68                                                  | Iliána Korosídou · Grecia · 63,67                                                         |
| Lanzamiento de jabalina (24 de julio)       | Ekaterina Starygina · Rusia · 56,85                                                | Sofi Flinck · Suecia · 56,70                                                    | Sara Kolak · Croacia · 55,74                                                              |
| Heptatlón (22 - 23 de julio)                | Morgan Lake Reino Unido 6148 pts.                                                  | Yorgelis Rodríguez · Cuba · 6006 pts.                                           | Nadine Visser · Países Bajos · 5948 pts.                                                  |
| 10000 m Marcha (23 de julio)                | Anežka Drahotová · República Checa · 42:47,25 (RMJ)                                | Na Wang China 44:02,64                                                          | Yuanyuan Ni China 44:16,72                                                                |
| 4 x 100 m (26 de julio)                     | Estados Unidos Teahna Daniels Ariana Washington Jada Martin Kaylin Whitney 43,46   | Jamaica Sashalee Forbes Kedisha Dallas Saqukine Cameron Natalliah Whyte 43,97   | Alemania · Lisa Marie Kwayie · Lisa Mayer · Gina Lückenkemper · Chantal Butzek · 44,65    |
| 4 x 400 m (27 de julio)                     | Estados Unidos Shamier Little Olivia Baker Shakima Wimbley Kendall Baisden 3:30,42 | Reino Unido Shona Richards Loren Bleaken Sabrina Bakare Cheriece Hylton 3:32,00 | Alemania · Laura Müller · Hanna Mergenthaler · Läura Glasner · Ann-Kathrin Kopf · 3:33,02 |

RMJ: Récord mundial en categoría júnior.

RC: Récord de campeonato.

## Medallero
| Núm. | País                    | Oro | Plata | Bronce | Total |
| ---- | ----------------------- | --- | ----- | ------ | ----- |
| 1    | Estados Unidos (USA)    | 11  | 5     | 5      | 21    |
| 2    | Kenia (KEN)             | 4   | 5     | 7      | 16    |
| 3    | Etiopía (ETH)           | 3   | 3     | 0      | 6     |
| 4    | Reino Unido (GBR)       | 3   | 2     | 1      | 6     |
| 5    | Rusia (RUS)             | 3   | 1     | 2      | 6     |
| 6    | Francia (FRA)           | 3   | 0     | 0      | 3     |
| 7    | China (CHN)             | 2   | 2     | 2      | 6     |
| 8    | República Checa (CZE)   | 2   | 1     | 0      | 3     |
| 9    | Cuba (CUB)              | 1   | 4     | 0      | 5     |
| 10   | Japón (JPN)             | 1   | 3     | 2      | 6     |
| 11   | Jamaica (JAM)           | 1   | 2     | 3      | 6     |
| 12   | Brunéi (BRN)            | 1   | 1     | 2      | 4     |
| 13   | Brasil (BRA)            | 1   | 0     | 1      | 2     |
| 13   | Croacia (CRO)           | 1   | 0     | 1      | 2     |
| 15   | Barbados (BAR)          | 1   | 0     | 0      | 1     |
| 15   | Catar (QAT)             | 1   | 0     | 0      | 1     |
| 15   | Letonia (LAT)           | 1   | 0     | 0      | 1     |
| 15   | Polonia (POL)           | 1   | 0     | 0      | 1     |
| 15   | Trinidad y Tobago (TTO) | 1   | 0     | 0      | 1     |
| 15   | Ucrania (UKR)           | 1   | 0     | 0      | 1     |
| 15   | Uganda (UGA)            | 1   | 0     | 0      | 1     |
| 22   | Alemania (GER)          | 0   | 2     | 5      | 7     |
| 23   | Suecia (SWE)            | 0   | 2     | 1      | 3     |
| 24   | Hungría (HUN)           | 0   | 2     | 0      | 2     |
| 25   | Países Bajos (NED)      | 0   | 1     | 2      | 3     |
| 26   | Australia (AUS)         | 0   | 1     | 1      | 2     |
| 26   | Ecuador (ECU)           | 0   | 1     | 1      | 2     |
| 26   | Noruega (NOR)           | 0   | 1     | 1      | 2     |
| 29   | Bielorrusia (BLR)       | 0   | 1     | 0      | 1     |
| 29   | España (ESP)            | 0   | 1     | 0      | 1     |
| 29   | Nigeria (NGA)           | 0   | 1     | 0      | 1     |
| 29   | Eslovenia (SLO)         | 0   | 1     | 0      | 1     |
| 29   | Yibuti (DJI)            | 0   | 1     | 0      | 1     |
| 34   | Corea del Sur (KOR)     | 0   | 0     | 1      | 1     |
| 34   | Grecia (GRE)            | 0   | 0     | 1      | 1     |
| 34   | India (IND)             | 0   | 0     | 1      | 1     |
| 34   | Moldavia (MDA)          | 0   | 0     | 1      | 1     |
| 34   | Nueva Zelanda (NZL)     | 0   | 0     | 1      | 1     |
| 34   | Perú (PER)              | 0   | 0     | 1      | 1     |
| 34   | Turquía (TUR)           | 0   | 0     | 1      | 1     |
|      | Total                   | 44  | 44    | 44     | 132   |